# OpenStax
OpenStax (früher Connexions) ist eine globale Ablage von Bildungsinhalten, die von der Rice University bereitgestellt wird. Die gesamte Sammlung ist unentgeltlich verfügbar. Lernende können hierbei den Inhalt, den sie benötigen, erkunden. Sie wurde 1999 von Richard G. Baraniuk gegründet.
Connexions war eine der ersten Initiativen, die, gemeinsam mit anderen Projekten, wie MIT OpenCourseWare oder die Public Library of Science, Vorreiter für die Idee der Open Educational Resources waren, dass Bildungsinhalte geteilt, wiederverwendet, verbunden und kontinuierlich verbessert werden können und sollten.

## Thematik
OpenStax enthält Bildungsmaterialien für alle Zielgruppen, von Kindern über Studenten bis hin zu Berufstätigen. Die Materialien sind in kleine Module eingeteilt, die zu größeren Kursen aufbereitet werden können. Die Materialien werden von Menschen aller Art verfasst, wobei viele von Professoren bereitgestellt werden. Allerdings enthält die Sammlung ebenfalls allgemein bekannte musikalische Inhalte, die von einem Teilzeit-Musiklehrer erstellt wurden.
Die Lehrinhalte liegen in vielen Sprachen vor, was sich durch den Einfluss der Lizenzen des open content ergibt.

## Copyright
Um die rechtliche Wiederverwendbarkeit des Inhalts zu gewährleisten, erfordert Connexions, dass die Materialien der Autoren unter der Lizenz der Creative Commons Attribution License (aktuell: Version 3.0) bereitgestellt werden. Diese Lizenz sorgt dafür, dass der entsprechende Autor das Recht behält, genannt zu werden, wenn der Inhalt wiederverwendet wird. Die Autoren gewähren anderen das Recht ihre Inhalte zu kopieren, verteilen und zu zeigen. Außerdem dürfen die Arbeiten wiederverwendet und verändert werden, jedoch unter der Voraussetzung, dass auf den ursprünglichen Autor verwiesen wird.

## Vergleich zu anderen Open-Education-Projekten
- OpenStax ist eine Sammlung von Daten aus aller Welt in einer stetig wachsenden Anzahl unterschiedlicher Sprachen. Dabei sind nicht nur Inhalte einer speziellen (Hoch-)Schule enthalten. Außerdem werden Materialien gesammelt, die von der Schulzeit über die Hochschulbildung bis hin zur industriellen Schulung reichen.[3]
- OpenStax kann überall von jedem verwendet werden. Dabei ist sowohl die Nutzung der Materialien, als auch die Anpassung und Rückführung in das Repository erlaubt und erwünscht.
- OpenStax ist von unten nach oben organisiert, nicht hierarchisch wie bei vielen anderen Bildungsprojekten. Somit kann jeder beitreten und eine Führungsrolle übernehmen.[1]

## Technische Details
Drei zentrale Eigenschaften ermöglichen die kollaborative Umgebung von OpenStax:
- Copyright Lizenzen, die Anerkennungen für Leistungen sichern, aber Teilen erlauben Creative Commons „attribution licenses“[4]
- Semantischer Markup von Dokumenten in XML (extensible markup language), dass diese gesucht und kombiniert werden können. Die entsprechende Markup-Sprache heißt „CNXML“[5].
- Arbeitsbereiche, die die Kollaboration unterstützen und gemeinsam verwendeten Raum bereitstellen, sowie Möglichkeiten Inhalte zu versionieren und Inhalte aus bereits bestehenden Modulen abzuleiten.[6]

## Finanzierung
Das Connexions-Projekt wurde 1999 initiiert und ursprünglich von Einzelpersonen und der Rice University unterstützt.
Diese Unterstützung wurde wesentlich durch Zuschüsse der William and Flora Hewlett Foundation erweitert.